# Northrop YA-9
Northrop YA-9 byl prototyp amerického bitevního letounu vyvinutý pro Letectvo Spojených států amerických na přelomu 60. a 70. let 20. století firmou Northrop. Do sériové výroby se však dostal jeho konkurent Fairchild Republic A-10 Thunderbolt II.
Po zkušenostech z války ve Vietnamu, kdy se rychlé letouny F-100 Super Sabre, F-105 Thunderchief a F-4 Phantom II ukázaly jako nepříliš vhodné pro blízkou leteckou podporu pozemních jednotek, byl v roce 1966 zahájen program Attack Experimental (A-X) pro vytvoření speciálního útočného letounu. Své návrhy předložilo americkému letectvu celkem šest výrobců, přičemž v prosinci 1970 byly vybrány projekty firem Northrop a Fairchild Republic, jež měly vyrobit prototypy YA-9A a YA-10A.
Northrop postavil dva prototypy letounu YA-9, které byly zalétávány na podzim 1972. Z výsledků srovnávání však v lednu 1973 vyšel vítězně konkurenční letoun YA-10A, který se následně dostal do sériové výroby jako A-10 Thunderbolt II.
Nevyužité prototypy YA-9A byly poté předány NASA, která je krátce využívala pro letové testy. Letoun s číslem 71-1367 je uskladněn na Edwardsově letecké základně, kde čeká na renovaci, a letoun s číslem 71-1368 se nachází v kalifornském muzeu March Field Air Museum.

## Specifikace (YA-9A)

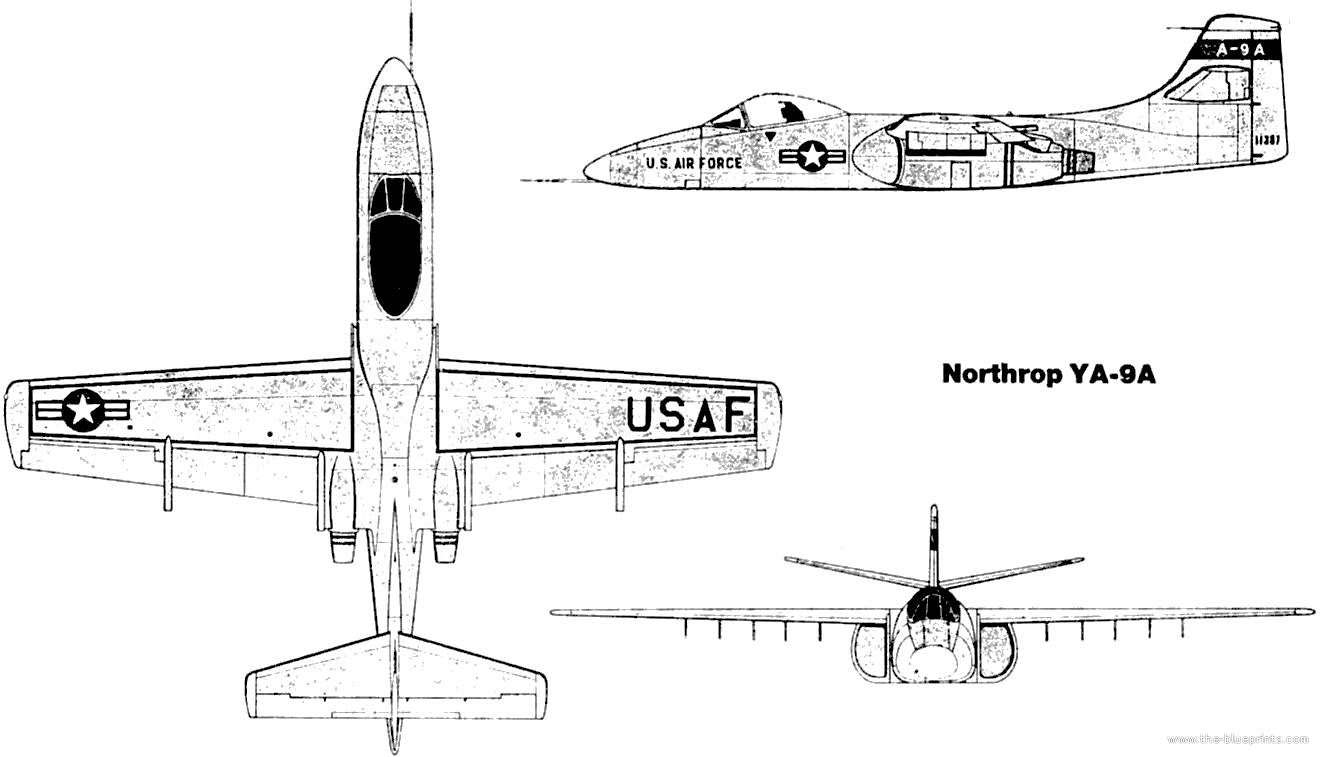

Údaje dle

### Technické údaje
- Posádka: 1 (pilot)
- Rozpětí: 57 ft (17 m)
- Délka: 53 ft 6 in (16,31 m)
- Výška:
- Nosná plocha: 580 sq ft (54 m2)
- Plošné zatížení:
- Prázdná hmotnost: 20 754 lb (9 414 kg)
- Max. vzletová hmotnost: 41 795 lb (18 958 kg)
- Pohonná jednotka:  2 × dvouproudový motor Lycoming F102-LD-100
- Tah pohonné jednotky: 2 × 7 500 lbf (33 kN)

### Výkony
- Cestovní rychlost: 322 kn (596 km/h)
- Maximální rychlost: 449 kn (832 km/h) na úrovni mořské hladiny
- Dolet: 576 mi (927 km) (s bojovým nákladem)
- Dostup: 40 000 ft (12 000 m)
- Stoupavost:

### Výzbroj
- 1 × rotační kanón M61 Vulcan ráže 20 mm[pozn. 1]
- max. 16 000 lb (7 300 kg) pum nebo jiné výzbroje na 10 závěsnících